# Macrodontia batesi
Macrodontia batesi är en skalbaggsart som beskrevs av Auguste Lameere 1912. Macrodontia batesi ingår i släktet Macrodontia och familjen långhorningar.
Artens utbredningsområde är:
- Costa Rica.
- Guatemala.
- Honduras.
- Nicaragua.
- Panama.

Inga underarter finns listade i Catalogue of Life.